# HMS Sheffield (C24)
El HMS Sheffield (C24) fue un crucero ligero, de la clase Town, y dentro de esta, de la subclase Southampton, que pertenecía a la Royal Navy, con la que participó en la Segunda Guerra Mundial. Participó en acciones contra los principales buques de guerra alemanes. Al contrario que la mayoría de los buques de la Royal Navy de su época, se decidió usar acero inoxidable para sus guarniciones, en lugar del tradicional latón. Esto, se hizo para reducir el tiempo y personal necesario para la limpieza de estas guarniciones. Su apodo, "Shiny Sheff" (Sheff el brillante), era debido a esto.

## Servicio de Guerra

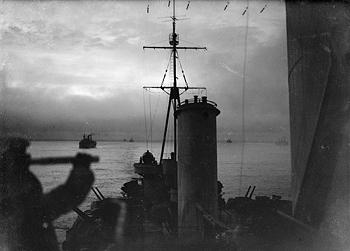
El HMS Sheffield en tareas de escolta de un convoy en aguas del Ártico.

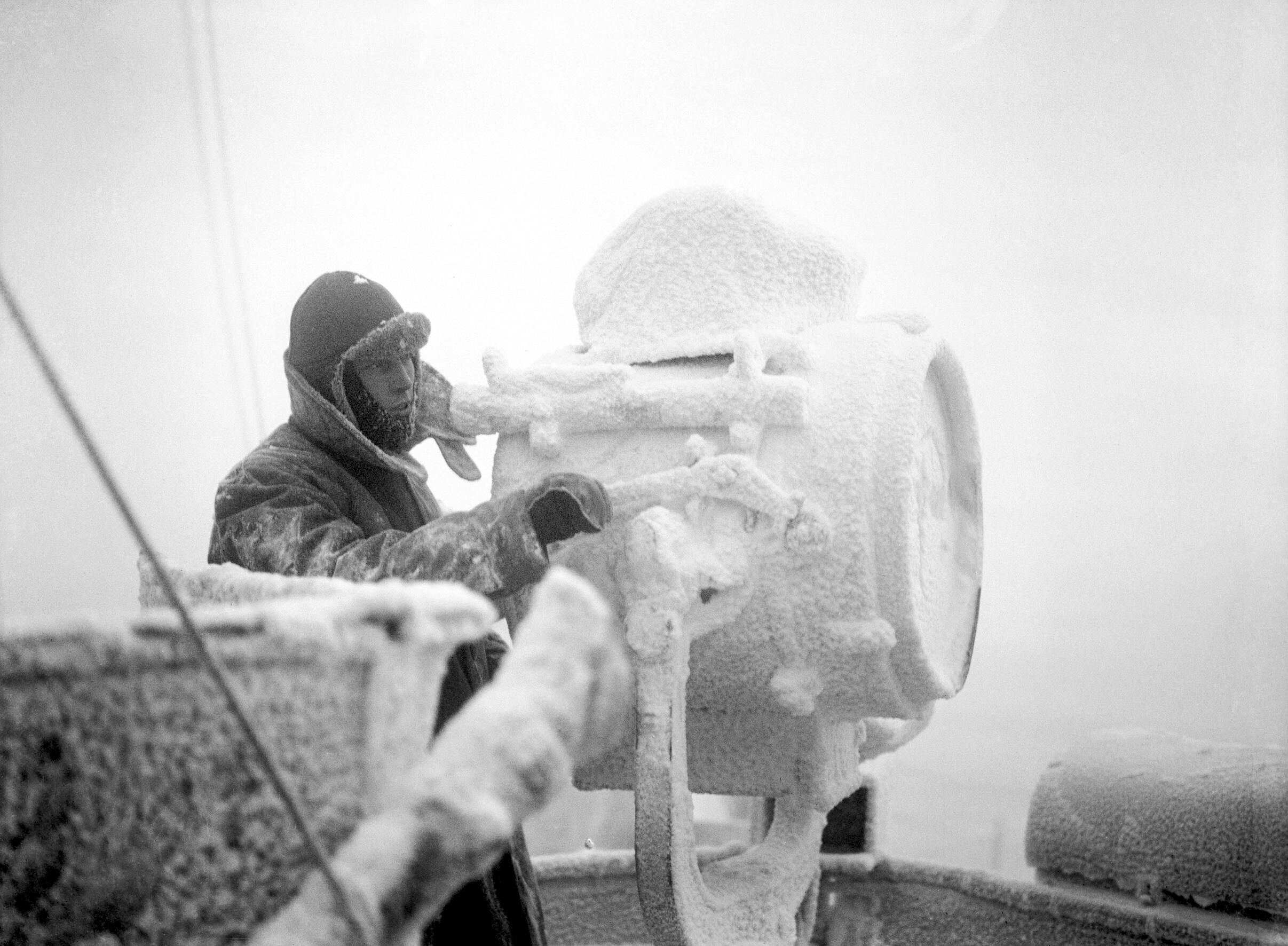
Hielo formándose en el proyector de 508 mm (20 pulgadas) del HMS Sheffield durante la escolta de convoyes árticos a Rusia

Al inicio de la guerra, el Sheffield sirvió en la 18 escuadra de cruceros con órdenes de patrullar el estrecho de Dinamarca y posteriormente, en abril de 1940, participó en la Campaña de Noruega. Tras un breve periodo en tareas antiinvasión en el Canal de la Mancha, se unió a la Fuerza H con base en Gibraltar. Durante esa época, operó en el Atlántico y en el Mediterráneo hasta finales de ese año. 
En 1941, participó en el bombardeo de Génova del 9 de febrero, operaciones contra convoyes de Vichy y apoyo al refuerzo aéreo Malta. En mayo, el Sheffield tomó parte en el hundimiento del acorazado Bismarck, escapó por poco del fuego amigo procedente de torpedos lanzados por Fairey Swordfish provenientes del HMS Ark Royal's; 11 torpedos fueron lanzados a pesar de la cercanía del Sheffield. En el reporte del ataque, el almirante Sir John Tovey, comandante de la Home Fleet, anotó únicamente que no impactaron en el Bismarck. La reacción de la tripulación del Sheffield "no se reflejó en los libros oficiales".) El 12 de junio, localizó y hundió uno de los petroleros de apoyo del Bismarck, el Friedrich Breme. Tras la destrucción de otro buque de suministros alemán, el Kota Penang a comienzos de octubre junto con el apoyo del HMS Kenya, el Sheffield retornó al Reino Unido. 
Participó en convoyes árticos hasta que impactó el 3 de marzo de 1942 con una mina cerca de Islandia, tras lo cual, permaneció en reparaciones hasta julio. Posteriormente, participó en nuevos convoyes árticos, hasta que se unió a los desembarcos aliados en el norte de África (Operación Torch) en noviembre. En diciembre, el Sheffield y el Jamaica formaron la "Fuerza R", bajo el mando del Vicealmirante Robert L. Burnett (con insignia en el Sheffield). Esta fuerza, debía dar cobertura al convoy JW51B, que fue atacado por una fuerza alemana de superficie superior, pero en la acción de combate posterior (Batalla del mar de Barents), los alemanes se retiraron, y el Sheffield hundió al destructor alemán  Friedrich Eckholdt.
En febrero de 1943, el Sheffield se trasladó para comenzar a operar en la zona del golfo de Vizcaya y, en julio y agosto, proporcionó cobertura en apoyo al desembarco de Salerno (Operación Avalanche). Tras su retorno al Ártico, tomó parte en la batalla del Cabo Norte, donde fue hundido Scharnhorst frente a las costas de Noruega a finales de diciembre.
En 1944, el Sheffield proporcionó escolta a los portaaviones que ejecutaron una serie de ataques aéreos contra el acorazado Tirpitz, entre abril y agosto. Estos ataques, tuvieron un éxito limitado, y la tarea, pasó a la RAF.
Una larga modernización en Boston y en Reino Unido dejaron al Sheffield fuera de servicio hasta el final de la contienda.

## Postguerra

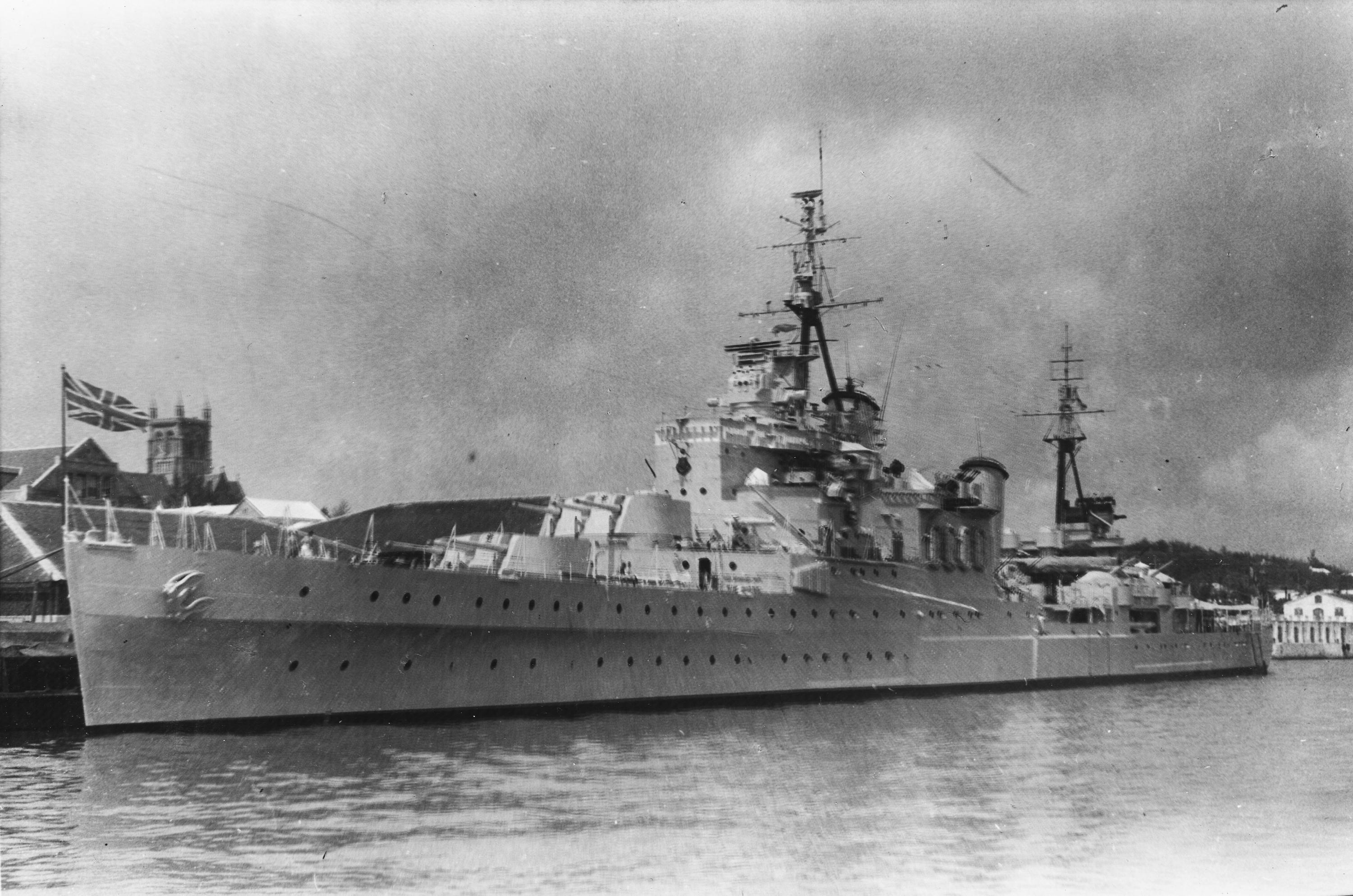
El HMS Sheffield en la ciudad de Hamilton

La modernización, finalizó en mayo de 1946, y el Sheffield alternó misiones entre la India (donde sirvió como buque insignia de la octava escuadra de cruceros en 1954), aguas del Reino Unido, y del Mediterráneo. Sufrió una nueva modernización entre 1949/50 y 1954. En 1954 participó emulando al HMS Ajax en la película de guerra La batalla del Río de la Plata. Fue puesto en reserva en enero de 1959 aunque permaneció como buque insignia de la Home Fleet hasta septiembre de 1964, cuando puesto en la lista de material para enajenación.
Su equipamiento le fue retirado en Rosyth en 1967 y fue desguazado en Faslane el mismo año. Con el acero inoxidable, se realizó una campana en Hadfield (Sheffield), que se conserva en la Catedral de Sheffield junto a la bandera de combate del buque.